# Radical 41
El radical 41, representado por el carácter Han 寸, es uno de los 214 radicales del diccionario de Kangxi. En mandarín estándar es llamado 寸部　(cùn bù), en japonés es llamado 寸部, すんぶ　(sunbu), y en coreano 촌 (chon). Este radical es llamado radical «pulgada» en los textos occidentales.
El carácter 寸 representa una unidad de longitud llamada cun en chino y sun en japonés, y corresponde a entre 30 y 33 mm aproximadamente, dependiendo del lugar. Por esta razón, el radical 41 es llamado «pulgada» (aunque una pulgada es menor a esto).
Este radical aparece comúnmente en el lado derecho de los caracteres que lo contienen (por ejemplo en 対). En otras ocasiones, aparee en la parte inferior de estos (por ejemplo en 尋).

## Nombres populares
- Mandarín estándar: 寸, cùn.
- Coreano: 마디촌부, madi chon bu «radical chon-nudillo ».
- Japonés: 寸（すん）, sun.
- En occidente: radical «pulgada».

## Galería
| Estilos antiguos                                 | Estilos antiguos                  | Estilos antiguos                        | Estilos antiguos                   | Estilos antiguos                   | Estilos empleados actualmente       | Estilos empleados actualmente  | Estilos empleados actualmente    | Estilos empleados actualmente   | Estilos empleados actualmente  |
|                                                  |                                   |                                         |                                    |                                    |                                     | 寸                             | 寸                               |                                 |                                |
| 甲骨文 jiǎgǔwén (escritura de huesos oraculares) | 金文 jīnwén (escritura de bronce) | 简帛 jiǎnbó (escritura de bambú y seda) | 篆文 zhuànwén (escritura de sello) | 篆文 zhuànwén (escritura de sello) | 隸書 lìshū (estilo de los escribas) | 楷書 kǎishū (estilo regular)   | 楷書 kǎishū (estilo regular)     | 行書 xǐngshū (estilo corriente) | 草書 cǎoshū (estilo de hierba) |
| 甲骨文 jiǎgǔwén (escritura de huesos oraculares) | 金文 jīnwén (escritura de bronce) | 简帛 jiǎnbó (escritura de bambú y seda) | 大篆 dàzhuàn (sello grande)        | 小篆 xiǎozhuàn (sello pequeño)     | 隸書 lìshū (estilo de los escribas) | 繁體／繁体 fántǐ (tradicional) | 简体／簡體 jiǎntǐ (simplificado) | 行書 xǐngshū (estilo corriente) | 草書 cǎoshū (estilo de hierba) |

## Caracteres con el radical 41
| trazos | carácter    |
| ------ | ----------- |
| + 0    | 寸          |
| + 2    | 对          |
| + 3    | 寺 寻 导    |
| + 4    | 寽 対 寿    |
| + 5    | 尀          |
| + 6    | 封 専       |
| + 7    | 尃 射 尅 将 |
| + 8    | 將 專 尉    |
| + 9    | 尊 尋 尌    |
| + 11   | 對          |
| + 13   | 導          |